# Экечь
Экечь, Речка 1-я — река в Мильковском районе Камчатского края России. Левый приток реки Камчатка. Является протокой реки Андриановка.
Длина реки — 14 км. Впадает в реку Камчатка слева на расстоянии 587 км от её устья.

## Данные водного реестра
По данным государственного водного реестра России относится к Анадыро-Колымскому бассейновому округу.
Код водного объекта — 19070000112120000013260.